# Nanohammus theresae
Nanohammus theresae là một loài bọ cánh cứng trong họ Cerambycidae.